# 香南市立野市小学校
香南市立野市小学校（こうなんしりつ のいちしょうがっこう）は、高知県香南市野市町西野にある公立小学校。

## 沿革
- 1887年（明治20年）6月 - 野市村の既設3校を廃し、野市小学校を開校。
- 1893年（明治26年） - 野市尋常小学校と改称。
- 1894年（明治27年）4月 - 高等科を併設、野市尋常高等小学校と改称。
- 1941年（昭和16年）4月 - 野市国民学校と改称。
- 1947年（昭和22年）4月 - 野市町立野市小学校と改称。
- 1965年（昭和40年）3月 - 新校舎の第1期工事竣工。
- 1966年（昭和41年）1月 - 新校舎の第2期工事竣工。
- 2005年（平成17年）月 - 香美郡南部の町村合併・市制施行に伴い、香南市立野市小学校と改称。

## 周辺
- 香南市役所
- 香南市立野市図書館
- 野市郵便局
- 烏川

## アクセス
- 土佐くろしお鉄道阿佐線（ごめん・なはり線） のいち駅から北西へ400m
- 土佐電ドリームサービス 武市橋バス停にて下車
- 高知県道372号土佐山田野市線沿い

## 通学区域が隣接している学校
- 香南市立佐古小学校
- 香南市立野市東小学校
- 香南市立赤岡小学校
- 香南市立吉川小学校
- 南国市立日章小学校